# Michałki (obwód homelski)
Michałki (biał. Міхалкі, ros. Михалки) – osiedle na Białorusi, w obwodzie homelskim, w rejonie mozyrskim, w sielsowiecie Michałki. 

## Geografia
Miejscowość położona ok. 12 km na południe od Mozyrza. Na północ od osiedla łączą się drogi republikańskie R31 i R37. W Michałkach znajduje się stacja kolejowa Michałki, położona na linii Żłobin - Mozyrz - Korosteń. W pobliżu znajduje się też węzeł kolejowy, kombinat przemysłu spirytusowego i rafineria ropy naftowej, zbudowane w połowie lat 70. XX wieku.

## Historia
W czasach zaborów wieś znajdowała się w granicach Imperium Rosyjskiego, w guberni mińskiej, w powiecie mozyrskim. 
Po wojnie polsko-bolszewickiej i pokoju ryskim Michałki znalazły się w granicach Białoruskiej SRR.
W czasie wielkiej wojny ojczyźnianej były pod okupacją niemiecką (Komisariat Rzeszy Ukraina).
Od 1991 r. – w niepodległej Białorusi.